# Henutmehyt
Henutmehyt (fl. 1250 a.C.) è stata una sacerdotessa egizia vissuta durante la XIX dinastia, contemporanea del faraone Ramses II il Grande.
I suoi sarcofagi dorati sono esposti al British Museum insieme ad altri pezzi del corredo funebre, scoperto a Tebe. L'uso di parecchio oro nella loro realizzazione e l'elevata qualità artistica raggiunta indicano la notevole ricchezza di Henutmehyt.

## Il corredo funebre
La salma mummificata della sacerdotessa fu inumata in una serie di sarcofagi rivestiti d'oro, e la mummia direttamente coperta con un pannello dorato e antropoide come i feretri. Il sarcofago interno, il più prezioso, è coperto con le immagini delle dee Iside e Nefti; è alto 187 cm e largo 46. Si è conservata anche una preziosa cassa lignea per gli ushabti raffigurante Henutmehyt che adora due delle quattro divinità tutelari dei canopi (Imset, Hapi, Qebehsenuf, Duamutef) e riceve cibo e vino da Nut, la dea del cielo. In tutto, il corredo comprende quattro casse per gli ushabti. Gli ushabti di Henutmehyt sono in legno e ceramica. Con la mummia fu rinvenuto anche un papiro con un passaggio del Libro dei morti, scritto inusualmente con inchiostro rosso e bianco. Il papiro era posizionato sull'ultimo strato delle bende. Questa usanza funebre avrà grande diffusione dopo il Nuovo Regno. I mattoni magici in fango crudo dovettero essere originariamente posti in nicchie all'interno della camera sepolcrale, e quelli di Henutmehyt sono ben conservati. Il loro scopo era sorreggere amuletici magici: un pilastro djed, la figura di Anubi, una piccola mummia in legno e un'asticella. I mattoni stessi sono ricoperti di formule magiche. Un'altra cassa di legno, dipinta di nero, contenente polli avvolti in bende e altre cibarie (forse carne di capra) potrebbero provenire dal corredo funebre di questa sacerdotessa. Il recipiente conteneva abbastanza cibo per un pasto completo.